# Хуачуань
Хуачуа́нь (кит. упр. 桦川, пиньинь Huàchuān) — уезд городского округа Цзямусы провинции Хэйлунцзян (КНР).

## История
Уезд Хуачуань провинции Гирин был создан в 1910 году, его правление разместилось в посёлке Дунсин (东兴镇). После Синьхайской революции правление уезда в 1912 году переехало в посёлок Мэньлай (悦来镇), а посёлок Дунсин был переименован в Цзямусы.
В 1932 году в Маньчжурии японцами было создано марионеточное государство Маньчжоу-го. Правление уезда Хуачуань в августе 1934 года вернулось в Цзямусы, а 1 декабря 1934 года в Маньчжоу-го было произведено изменение административно-территориального деления, и в посёлке Цзямусы разместилось правительство новой провинции Саньцзян, в подчинение которой и перешёл Хуачуань. В 1937 году посёлок Цзямусы получил статус города.
В 1945 году Маньчжурия была освобождена Советской армией. После войны правительство Китайской республики приняло программу нового административного деления Северо-Востока, и Цзямусы стал столицей новой провинции Хэцзян. В 1946 году южная часть уезда Хуачуань была выделена в отдельный уезд Хуанань. В мае 1949 года провинция Хэцзян была присоединена к провинции Сунцзян, а в 1954 году провинция Сунцзян была присоединена к провинции Хэйлунцзян. В 1956 году уезд Хуанань был присоединён к уезду Хуачуань, но в 1964 году воссоздан.
В 1985 году уезд Хуачуань вошёл в состав новообразованного городского округа Цзямусы.

## Административное деление
Уезд Хуачуань делится на 4 посёлка, 4 волости и 1 национальную волость:
| № | Название         | Название (кит.) | Статус      | Население чел. (2010) | На карте                         |
| - | ---------------- | --------------- | ----------- | --------------------- | -------------------------------- |
| 1 | Юэлай (Хуачуань) | 悦来镇          | поселок     | 85074                 | 47°01′23″ с. ш. 130°42′50″ в. д. |
| 2 | Синьчэн          | 新城镇          | поселок     | 23152                 | 47°07′29″ с. ш. 131°06′33″ в. д. |
| 3 | Сымацзя          | 四马架乡        | волость     | 14698                 | 46°46′13″ с. ш. 130°37′00″ в. д. |
| 4 | Суцзядянь        | 苏家店镇        | поселок     | 13692                 | 46°54′14″ с. ш. 130°46′51″ в. д. |
| 5 | Чуанъе           | 创业乡          | волость     | 13278                 | 46°54′57″ с. ш. 130°38′36″ в. д. |
| 6 | Лифэн            | 梨丰乡          | волость     | 12935                 | 47°03′54″ с. ш. 131°09′34″ в. д. |
| 7 | Хэнтоушань       | 横头山镇        | поселок     | 12122                 | 46°40′11″ с. ш. 130°35′00″ в. д. |
| 8 | Дунхэ            | 东河乡          | волость     | 8745                  | 47°07′13″ с. ш. 131°17′42″ в. д. |
| 9 | Синхо            | 星火乡          | нац.волость | 3197                  | 46°54′33″ с. ш. 130°36′13″ в. д. |

## Соседние административные единицы
Уезд Хуачуань на востоке граничит с городским уездом Фуцзинь, на юго-востоке — с городским округом
Шуанъяшань, на юге — с уездом Хуанань, на западе — с районами Цяньцзинь, Сянъян и Дунфэн, на северо-западе — с уездом Танъюань, на севере — с городским округом Хэган.